# Hans Hemes
Hans Hemes (* 2. April 1890 in Geisenheim; † 20. Januar 1963 in Berlin) war ein deutscher Schauspieler, Hörspielsprecher und Textdichter.

## Leben
Hans Hemes war Sohn des Rendanten Johann Hemes und seiner Ehefrau Katharina. Nach dem Besuch der Realschule betätigte er sich zunächst als Journalist. Ab 1908 war er Ensemblemitglied am Stadttheater in Bonn und ab dem Jahr 1927 sind Engagements an verschiedenen Bühnen in Berlin zu verzeichnen.
Von 1933 an wirkte er in verschiedenen Filmproduktionen vielfach in Nebenrollen mit. Darunter befanden sich 1938 der Unterhaltungsfilm Fünf Millionen suchen einen Erben von Carl Boese mit Heinz Rühmann, Leny Marenbach und Oskar Sima und in demselben Jahr der Kriminalfilm Mordsache Holm von Erich Engels mit Walter Steinbeck, Harald Paulsen und Hans Leibelt. 1942 war er in dem Spielfilm Der große Schatten von Paul Verhoeven mit Heinrich George, Heidemarie Hatheyer und Will Quadflieg zu sehen. Außerdem arbeitete er als Sprecher in einigen Hörspielen mit.
Hans Hemes war weiterhin als Textdichter von vielen Heimatliedern tätig. Auch bei dem Seemannslied Am Kai bei der alten Laterne, komponiert von Ernst Kallipke, zeichnete er für den Text verantwortlich.

## Filmografie (Auswahl)
- 1933: Heimkehr ins Glück
- 1933: Ein Unsichtbarer geht durch die Stadt
- 1933: Drei blaue Jungs – ein blondes Mädel
- 1933: Karl renoviert seine Wohnung
- 1934: Wir parken, wo es uns gefällt
- 1934: Das Blumenmädchen vom Grand-Hotel
- 1934: Meine Frau, die Schützenkönigin
- 1934: Gern hab' ich die Frau'n geküßt
- 1934: Schützenkönig wird der Felix
- 1936: Dahinten in der Heide
- 1937: Die gläserne Kugel
- 1938: Heiratsschwindler
- 1938: Fünf Millionen suchen einen Erben
- 1938: Mordsache Holm
- 1938: Skandal um den Hahn
- 1938: Verwehte Spuren
- 1939: Spaßvögel
- 1939: Der vierte kommt nicht
- 1939: Hochzeit mit Hindernissen
- 1939: Schneider Wibbel
- 1939: Ein ganzer Kerl
- 1940: Rote Mühle
- 1942: Der große Schatten
- 1943: Fritze Bollmann wollte angeln
- 1943: Wenn die Sonne wieder scheint
- 1944: Um neun kommt Harald

## Hörspiele (Auswahl)
- 1950: Konzert in Moll (Folge aus der Reihe „Herr Molander schreibt seine Memoiren“) – Regie: Hammerstein
- 1950: Die Nackten und die Toten – Regie: Rudolf Noelte
- 1953: Zwei Lügen – Regie: Harald Philipp
- 1953: Das Spiel vom Kreuz – Regie: Hanns Korngiebel